# Flaga Palau
Flaga Palau – prostokątna z niebieskim tłem i żółtym kołem, nieco na lewo od środka. Niebieski kolor symbolizuje Ocean Spokojny, natomiast żółte koło księżyc w pełni, nawiązujący do tradycji wyspiarzy, którzy wierzyli, że pełnia jest najpomyślniejszym czasem na czynności takie jak połów ryb czy zbieranie zbóż.
Została przyjęta 1 stycznia 1981.